# Neusalza-Spremberg
Neusalza-Spremberg (górnołuż. Nowosolc Horni hrodk) – miasto w Niemczech w kraju związkowym Saksonia, w okręgu administracyjnym Drezno, w powiecie Görlitz, przy granicy z Czechami, siedziba wspólnoty administracyjnej Neusalza-Spremberg.

## Współpraca
Miejscowość partnerska:
- Donzdorf, Badenia-Wirtembergia